# Alex Cuthbert
Alexander Charles G. Cuthbert (Gloucester, 5 aprile 1990) è un rugbista a 15 britannico, internazionale per il Galles, tre quarti ala del Exeter in English Premiership.

## Biografia
Benché nativo di Gloucester e cresciuto in Inghilterra, Cuthbert scelse di rappresentare il Galles per via di sua madre, nativa di Wrexham.
Prima di dedicarsi completamente al rugby, tuttavia, praticò il calcio nelle giovanili del Gloucester City, atletica leggera ed equitazione.
Nel 2009 fu visionato dal Newport per il quale disputò un incontro pre-stagionale, ma senza essere incluso nella squadra; passato nel 2011 al Cardiff RFC entrò quasi subito nella sua franchise in Pro12, i Cardiff Rugby.
Durante i test match di fine 2011 il C.T. del Galles Warren Gatland fece esordire Cuthbert nel corso di un incontro con l'Australia a Cardiff; dal successivo match Cuthbert fu sempre schierato da titolare; prese parte al Sei Nazioni 2012 vinto con il Grande Slam; l'anno seguente si riconfermò campione del torneo, nel quale fu il miglior realizzatore di mete (4).
Nel maggio 2012 prolungò il suo contratto fino a tutta la stagione 2012-13.

## Palmarès
- Challenge Cup: 1
Cardiff Blues: 2017-18